# بی سیتی (میشیگان)
بی سیتی، میشیگان (به انگلیسی: Bay City, Michigan) یک شهر در ایالات متحده آمریکا با جمعیت ۳۴٬۹۳۲ نفر است که در شهرستان بی واقع شده‌است.